# N-Syndrom
Die N-Syndrom ist ein sehr seltenes angeborenes Fehlbildungssyndrom mit den Hauptmerkmalen Geistige Behinderung, Schwerhörigkeit, Augenauffälligkeiten, Kryptorchismus, Hypospadie und Tetraspastik.
Synonyme sind:  NSX, Opitz N-Syndrom
Die Erstbeschreibung stammt aus dem Jahre 1970 durch den deutsch-amerikanischen Humangenetiker John Marius Opitz.
Die Benennung erfolgte nach dem Anfangsbuchstaben der beschriebenen Familie.

## Verbreitung
Die Häufigkeit wird mit unter 1 zu 1.000.000 angegeben, die Vererbung erfolgt X-chromosomal-rezessiv.

## Ursache
Der Erkrankung liegen Mutationen im POLA1-Gen am Genort Xp22.1-p21.3 zugrunde, welches für die DNA-Polymerase Alpha kodiert.

## Klinische Erscheinungen
Klinische Kriterien sind:
- ausgeprägte geistige Behinderung
- Wachstumsverzögerung, deutlich am Knochenalter
- zentrale Sehstörungen
- Taubheit
- Gesichtsauffälligkeiten wie Dolichozephalie, Hypotelorismus, außen überlappende Augenlider,  Megalokornea, Dysplasie der Ohrmuscheln, Zahnfehlstellungen
- generelle Skelettdysplasie mit überschiessender Knochenbildung der langen Knochen und Verkürzung distal
- Kryptorchismus, Hypospadie